# Renacimiento FC
Renacimiento FC is een Equatoriaal-Guinese voetbalclub uit de hoofdstad Malabo.
De club splitste zich in 2000 af van Café Bank Sportif. Onder leiding van voorzitter Edjó is de club als een komeet omhoog geschoten de afgelopen jaren en won de laatste vier titels op rij. In de CAF Champions League 2006 maakte de club furore door in de voorronde het Ivoriaanse Africa Sports uit te schakelen en in de eerste ronde Stade Malien. Pas in de 1/8ste finale vond de club met Al-Ahly een tegenstander die de dwerg uit Equatoriaal-Guinea te baas kon, al kon de club bij de thuiswedstrijd wel de 0 op het borg houden. Door deze goede prestatie was de club nog niet uitgebekerd. Net zoals in Europa is er in Afrika ook een vangnet voor de kampioenen die al enkele rondes overleefd hadden. Renacimiento belandde in de derde ronde van de CAF Confederation Cup 2006. Daar lootte het het Nigeriaanse Heartland FC en won thuis sensationeel met 5-0, in de terugwedstrijd won Heartland met 4-0 maar was desalniettemin uitgeschakeld.
Renacimiento plaatste zich nu voor de groepsfase van de Confederation Cup en haalde uit de zes wedstrijden vier punten. Een gelijkspel tegen Espérance de Tunis en een overwinning tegen FC Saint Eloi Lupopo.

## Erelijst
- Landskampioen

2004, 2005, 2006, 2007